# Femme dans un enfer d'huile
Pour plus de détails, voir Fiche technique et Distribution.
Femme dans un enfer d'huile (女殺油地獄, Onna goroshi abura no jigoku) est un film dramatique japonais réalisé par Hideo Gosha et sorti en 1992. Le scénario de Masato Ide est basé sur la pièce de théâtre bunraku écrite en 1721 par Chikamatsu Monzaemon.

## Fiche technique
- Titre français : Femme dans un enfer d'huile
- Titre original : 女殺油地獄 (Onna goroshi abura no jigoku?)
- Réalisation : Hideo Gosha
- Scénario : Masato Ide, d'après la pièce de théâtre bunraku de Chikamatsu Monzaemon[1]
- Photographie : Fujio Morita (ja)
- Décors : Yoshinobu Nishioka (ja)
- Montage : Isamu Ichida (ja)
- Musique : Masaru Satō
- Société de production : Fuji Television, Kyoto Eiga et Eizo Kyoto
- Pays de production : Japon
- Langue originale : japonais
- Format : couleur - 1,85:1 - 35 mm
- Genre : drame
- Durée : 115 minutes[2]
- Date de sortie :
  - Japon : 23 mai 1992[2]

## Distribution
- Kanako Higuchi : Okichi
- Shin'ichi Tsutsumi (ja) : Kohei
- Miwako Fujitani : Kogiku
- Hisashi Igawa : Tokubei
- Ittoku Kishibe : Shichizaemon
- Hiroyuki Nagato : Ichibei
- Renji Ishibashi : Mosuke, le maître du pressoir à huile
- Takurō Tatsumi (ja) : Taibei
- Sumie Sasaki (ja) : Osawa
- Hiromi Yamaguchi (ja) : Okachi
- Hiroko Natsuki (ja) : Oshina
- Tsuyoshi Ujiki (ja) : Kahei